# Пам'ять імперії
Пам'ять імперії (англ. A Memory Called Empire) — науково-фантастичний роман 2019 року, дебютний роман Аркаді Мартіна. У ньому йдеться про Махіт Дзмаре, послиню з космічної станції Лсел до Імперії Тейскалаан, яка розслідує смерть свого попередника та нестабільності, що лежать в основі цієї імперії. 2020 року книга отримала премію Г’юго за найкращий роман.

## Сюжет
Послиня Махіт Дзмаре направляється з космічної станції Лсел, незалежної республіки, щоб стати наступною послинею до Імперії Тейскалаан. Вона носить із собою копію свідомості свого попередника, Іскандера Агавна, у пристрої «імаджо», який імплантовано їй у череп. Через те, що Іскандер не зміг повернутися на Лсел перед смертю, його спогади застаріли на п'ятнадцять років.
Прибувши до Тейскалаану, Махіт знайомиться з її дипломатичною зв'язковою Три Морські Трави та її другом Дванадцять Азалій. Махіт усвідомлює, що її імаджо було саботовано, і вона втрачає здатність звертатися до спогадів Іскандера. Махіт рятує від замаху Дев'ятнадцять Адзе, близька радниця Імператора. Імператор Шість Напрямків старий і майже на порозі смерті, що призводить до кризи наступництва. Імперія оголошує план анексії Лселу.
Махіт знаходить імаджо в тілі Іскандера й отримує доступ до його оновлених спогадів. Вона дізнається, що Іскандер пообіцяв Імператору імаджо, але був убитий радником, який вірив, що жоден імператор не має бути безсмертним. Махіт також дізнається про наближення вторгнення інопланетян. Вона переконує Імператора, що це вторгнення є загрозою для Імперії, і він скасовує анексію Лселу, щоб зосередитися на новій загрозі. Дванадцять Азалій та сотні інших тейксалаанців гинуть, коли громадянські заворушення зростають, а різні генерали та аристократи прагнуть захопити трон. Імператор здійснює ритуальне самогубство, щоб вгамувати кризу спадкоємності, а Дев'ятнадцять Адзе стає регентом для клону Шести Напрямків. Махіт просить переведення назад на Лсел.

## Основні теми
У статті для The New York Times Амаль ель-Мохтар зазначила, що роман досліджує перетин між нашими минулими та майбутніми «я». Він також аналізує мову, граматику та звичаї, які тісно переплітаються з політикою завоювань і ширшою культурою.
The Verge відзначив, що книга обговорює, як інституційна пам’ять спрямовує суспільство та формує політику, і дає уявлення про ідеї завоювання та колоніалізму, порівнюючи різні світогляди імперії Тейскалаан, що прагне розширення, та незалежної станції Лсел.
Tor.com підкреслила, наскільки Махіт сприймається як «варварка» тейскалаанцями.
Авторка, колишня візантійська історикиня, використовує кілька реальних імперій, включаючи Візантійську та Ацтекську, а також концепції, пов’язані з центральноазіатськими імперіями та американським імперіалізмом.

## Відгуки
Роман «Пам'ять імперії» отримав премію Г'юго за найкращий роман у 2020 році та премію Комптона Крука 2020 року, а також був фіналістом премії Неб'юла за найкращий роман 2019 року.
Publishers Weekly дав роману схвальний відгук, назвавши його «прекрасно створеною космічною оперою» і похваливши світобудову та передісторію. Kirkus Reviews зазначив, що роман є «впевненим початком» і порівняв його позитивно з творами Енн Лекі та Юн Ха Лі. The New York Times похвалив його як «захопливий дебют, гострий, як ніж». The Verge описав його як «чудовий, захопливий роман зі швидким сюжетом, видатними персонажами та багатьма темами для роздумів після прочитання». Tor.com назвав його «вражаючим дебютом», відзначивши світобудову, характеризацію та тонкість.

## Продовження
Продовження «Пустка під назвою мир» (англ. A Desolation Called Peace) було опубліковане у березні 2021 року. Дії відбуваються через кілька місяців після подій роману «Пам'ять імперії», частково на планеті Жемчужина Світу, а також на станції Лсел і переважно на бойових кораблях на межі всесвіту Тейскалаану. Махіт і Три Морські Трави вирушають туди, щоб вести переговори з невідомою расою. Як і перша книга, «Пустка під назвою мир» отримала премію Г'юго за найкращий роман.